# José María Giménez
José María Giménez de Vargas (* 20. ledna 1995, Toledo, Uruguay) je uruguayský fotbalový obránce, který působí v klubu Atlético Madrid. Je také členem uruguayské fotbalové reprezentace. Hraje na postu stopera (středního obránce). Účastník Mistrovství světa 2014 v Brazílii.

## Klubová kariéra
V profi fotbale debutoval v dresu uruguayského klubu Danubio FC v roce 2012. V dubnu 2013 podepsal pětiletý kontrakt s popředním španělským celkem Atlético Madrid, kam následně v letní pauze přestoupil. S Atléticem vyhrál ve své premiérové sezoně ve španělské Primera División titul.
V září 2020 u něj byla potvrzena nákaza nemocí covid-19, kvůli níž musel vynechat první zápas nové sezony La Ligy proti Granadě.

## Reprezentační kariéra
Giménez reprezentoval Uruguay v mládežnické kategorii U20. Zúčastnil se Mistrovství světa do 20 let 2013 v Turecku, kde s týmem získal stříbrné medaile po finálové prohře v penaltovém rozstřelu s Francií.
V A-týmu Uruguaye debutoval v roce 2013, šlo o kvalifikační zápas 10. září proti Kolumbii (výhra 2:0). Odehrál kompletní střetnutí.
Trenér Óscar Tabárez jej nominoval na Mistrovství světa 2014 v Brazílii.